# Oxuderces dentatus
Az Oxuderces dentatus a csontos halak (Osteichthyes) főosztályának a sugarasúszójú halak (Actinopterygii) osztályába, ezen belül a sügéralakúak (Perciformes) rendjébe, a gébfélék (Gobiidae) családjába és az iszapugró gébek (Oxudercinae) alcsaládjába tartozó faj.
Az Oxuderces halnem típusfaja.

## Előfordulása
Az Oxuderces dentatus előfordulási területe az Indiai-óceán és a Csendes-óceán nyugati részének a partvidékein van. A következő országok tengerpartjain lelhető fel: India, Indonézia, Kína, Makaó, Malajzia és Vietnám.

## Megjelenése
Ez a halfaj legfeljebb 10 centiméter hosszú. A tarkója tájékán 22, vagy ennél kevesebb pikkelye van. A feje és teste szürkéskék színű. A hasúszók, a farok alatti úszók és a farokúszó átlátszóak; a mellúszók is átlátszóak, de a tövük tájékán nagy, szürke folt látható. A tarkója tájékán szürke mintázat van. A pofája közepe fekete, az oldalai fényesen fehéresek.

## Életmódja
Trópusi halfaj, amely egyaránt megtalálható az édes, sós- és brakkvízben is; a víz alá is lemerül. Főleg a sekély vizű területeken él. A folyótorkolatok mentét és az árapálytérséget választja élőhelyül. A levegőből veszi ki az oxigént.

## Felhasználása
Az Oxuderces dentatusnak nincs halászati értéke.